# Lúcio Cardoso
Joaquim Lúcio Cardoso Filho (Curvelo, 14 de agosto de 1912 – Rio de Janeiro, 22 de setembro de 1968) foi um escritor, dramaturgo e poeta brasileiro.

## Biografia
Lúcio Cardoso nasceu em Curvelo, Minas Gerais, filho de Joaquim Lúcio Cardoso e Maria Wenceslina Alves de Souza. Era o caçula de seis irmãos, dentre os quais Adauto Lúcio Cardoso, que foi deputado federal pela União Democrática Nacional, presidente do Congresso Nacional e, mais tarde, ministro do Supremo Tribunal Federal. Sua irmã, Maria Helena Cardoso, também escritora, dedicou dois livros de memórias à família, Por onde andou meu coração (1967), sobre sua infância, e Vida Vida (1973) sobre a doença e morte do irmão.

## Carreira
Junto com os romancistas Otávio de Faria e Cornélio Pena e o poeta Vinicius de Moraes, Lúcio Cardoso é considerado expoente da literatura de cunho intimista e introspectiva que despontou no Brasil na década de 1930. Embora sua escrita costume ser associada à chamada literatura psicológica, iniciou sua carreira com dois romances de cunho sociológico, Maleita (1934) e Salgueiro (1935), com marcada mudança de rumo em Luz no Subsolo (1936). Sua literatura, a partir de então, prioriza o questionamento da condição humana e de valores como o bem e o mal, como nos romances Mãos Vazias, Inácio, Dias Perdidos e nas novelas O Enfeitiçado e Baltazar, dentre outras da década de 1940. Sua obra inaugura na literatura brasileira um mergulho no cerne do indivíduo moderno, em que os dramas, as dúvidas e os questionamentos existenciais se sobrepujam à descrição naturalista ou à crítica social. Sua obra-prima Crônica da Casa Assassinada (1959) é um dos livros mais cultuados da literatura brasileira, tendo sido traduzido para o francês, italiano e inglês. A literatura de Cardoso teria imenso impacto sobre a obra de Clarice Lispector, de quem foi amigo e mentor, e a qual lhe dedicou uma ligação amorosa explicitada em sua correspondência.
Ao longo das décadas de 1940 e 1950, Cardoso manteve colaboração ativa com a imprensa, escrevendo no jornal A Noite, entre outros. Essa época marcou também sua atuação mais intensa como autor teatral, com peças como Angélica, A Corda de Prata, e O Filho Pródigo, esta última a primeira obra brasileira encenada pelo Teatro Experimental do Negro, em 1947, com Abdias do Nascimento e Ruth de Souza. O envolvimento com o teatro abriu caminho para sua verdadeira paixão, o cinema. Em 1948, Cardoso escreveu o roteiro para o filme Almas Adversas (1949), dirigido por Leo Marten, e, no ano seguinte, escreveu e dirigiu A Mulher de Longe, longa-metragem inacabado, que foi tema do documentário do mesmo nome, realizado em 2012 por Luiz Carlos Lacerda. Apesar da frustração com esse projeto, sua relação com o cinema perdurou. Com Paulo César Saraceni realizou o primeiro longa-metragem do cinema novo, Porto das Caixas, do qual foi o roteirista. Após sua morte, várias de suas obras foram adaptadas para o cinema. Em 2015, por exemplo, seu texto inacabado Introdução à música do sangue foi transformado em filme homônimo de Luiz Carlos Lacerda.

## Últimos anos e morte
Lúcio Cardoso foi, no Brasil, uma das primeiras figuras culturais de destaque a assumir sua homossexualidade. Deixou em seu Diário (1958), escrito entre os anos de 1949 a 1958, relato bastante contundente sobre sua orientação sexual, assim como as dúvidas e culpas geradas por sua formação católica. Em 1962 teve um derrame cerebral, que paralisou o lado direito do seu corpo, impedindo-o de escrever. Passou então a se dedicar com afinco à pintura e chegou a realizar duas exposições em vida.
Lúcio morreu em 22 de setembro de 1968, na cidade do Rio de Janeiro, aos 56 anos vitimado por um segundo AVC. Seu talento foi reconhecido pela Academia Brasileira de Letras, que lhe conferiu, em 1966, o Prêmio Machado de Assis pelo conjunto de sua obra.

## Obra
- 1934 - Maleita
- 1935 - Salgueiro
- 1936 - A Luz no Subsolo
- 1938 - Mãos Vazias
- 1940 - O Desconhecido
- 1941 - Poesias
- 1943 - Dias Perdidos
- 1944 - Inácio
- 1944 - Novas Poesias
- 1946 - A Professora Hilda
- 1946 - O Anfiteatro
- 1954 - O Enfeitiçado
- 1959 - Crônica da Casa Assassinada
- 1970 - Diário Completo
- 1973 - O Viajante (póstumo, editado e prefaciado por Octavio de Faria)
- 2005 - Baltazar (inédito - fragmentos)